# Filippo Lippi
Fra Filippo Lippi (Florència, 1406 – Spoleto, 8 d'octubre de 1469), també conegut com a Lippo Lippi, va ser un pintor italià del Quattrocento (segle xv). Les pintures de Filippo Lippi mostren la ingenuïtat d'una punyent i rica naturalesa, que redunda en una observació vivaç i sovint peculiar. Acosta l'art religiós a allò humà; sense ser pietós, palesa la veritat de la devoció catòlica. Va ser, potser, el més gran colorista i el posseïdor de la millor tècnica de la seua època. Tot i ser un naturalista, va evitar el vulgar realisme d'alguns dels seus contemporanis, afegint una bona dosi d'animació a les seues representacions, incloent-hi escenes quasi humorístiques i personatges poc habituals. Va fer pocs esforços per integrar la perspectiva i cap per a l'escorç. Va posar molta cura en l'ornamentació de les pilastres i d'altres elements arquitectònics. Segons Vasari, Lippi s'estimava més ocultar les extremitats de les figures amb drapats per evitar així les dificultats. La seua carrera mostra una contínua evolució, amb variacions fonamentals en l'estil i el colorit.

## Orígens
Va nàixer a Florència, fill de Tommaso di Lipo, carnisser, i d'Antonia di Ser Bindo Sernigi. Ambdós pares van morir quan ell era un xiquet. Mona Lapaccia, la seua tia, va ocupar-se d'ell. L'any 1420, va ser registrat a la comunitat de frares carmelites del Carmine, a Florència, on va romandre fins a l'any 1432. Va fer els vots l'any 1421, a l'edat de setze anys. En la seua obra Le Vite de' più eccellenti pittori, scultori, e architettori, Vasari en diu:
| «                                                                              | Aquest xicot era molt hàbil en els treballs manuals, però maldestre i poc capacitat per a l'estudi de les lletres, a les quals es resistia a aplicar el seu enginy, i que mai va voler-les tenir per amigues. […] I com al noviciat sempre gaudia gargotejant els papers dels seus germans mentre estudiaven, el prior li va donar tot tipus de facilitats perquè aprenguera a pintar. | » |
| — Giorgio Vasari, Le Vite de' più eccellenti pittori, scultori, e architettori | |   |

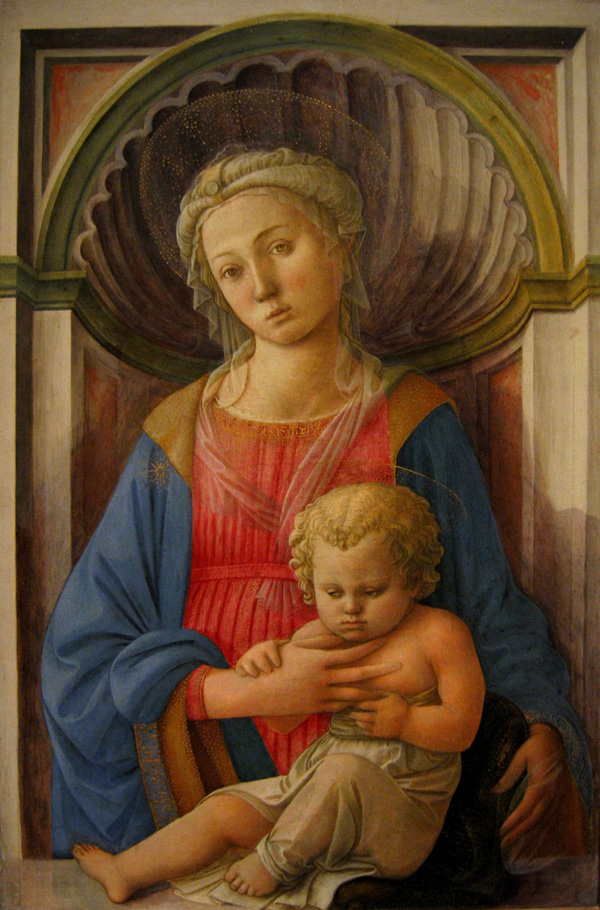
Mare de Déu i Infant, 1440-45, pintura al tremp sobre taula,
National Gallery of Art, Washington DC.

Fra Filippo va abandonar el monestir, tot i que sembla que no va renunciar als seus vots; en una carta datada l'any 1439, es qualifica a si mateix com el frare més pobre de Florència, carregat amb la cura de sis nebodes casadores. L'any 1452, va ser designat capellà del convent de San Giovannino de Florència, i el 1457 rector (Rettore Commendatario) de San Quirico in Legania, i va obtenir ocasionals i grans guanys; però, la seua pobresa va ser crònica perquè gastava tot el que tenia en les seues freqüents relacions amoroses. Vasari relata algunes aventures romàntiques de Fra Filippo que els moderns biògrafs consideren apòcrifes. Excepte el que es recull en la narració de Vasari, no se sap res de les seues visites a Ancona i Nàpols, ni de la seua captura per uns pirates de Barbaria, en què la seua habilitat per fer un retrat al carbonet del seu raptor va ser determinant per al seu alliberament. Entre 1431 i 1437, no hi ha registres de la seua carrera.

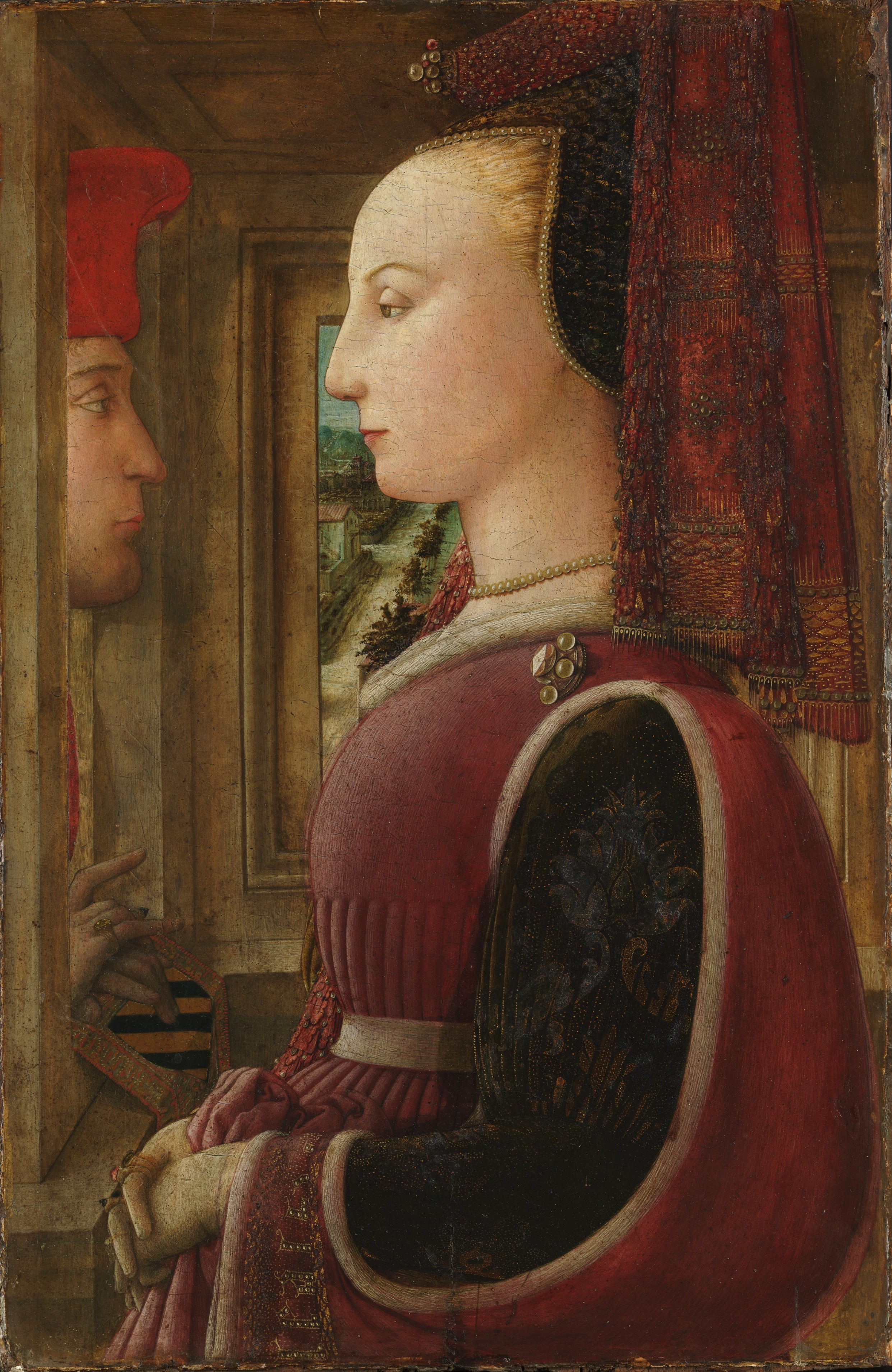
Retrat d'un home i una dona mirant-se a través d'una finestra, c. 1440, Metropolitan Museum of Art, Nova York.

El retaule que va pintar l'any 1441 per a les monges de S. Ambrogio és avui dia una destacada peça de l'Acadèmia de Florència, i va ser celebrat en un conegut poema de Robert Browning. Representa la coronació de la Mare de Déu entre àngels i sants, incloent-hi molts frares bernardins. Un d'aquests, situat a la dreta, és un autoretrat de Lippo, assenyalat per la inscripció perfecit opus que porta un àngel.

## Prato
El juny de 1456, se sap que estava vivint a Prato (prop de Florència) pintant uns frescos del cor de la catedral. L'any 1458, mentre feia els frescos, va pintar un quadre per a la capella del convent de Santa Margarida de Prato, on va conèixer Lucrezia Buti, la bonica filla d'un florentí, Francesco Buti, que o bé era novícia o bé es trobava al convent sota cura de les monges. Lippi li va demanar que posara com a model per a la Mare de Déu (o potser per a santa Margarida); després la va seduir i la va raptar i se l'endugué a sa casa, sense consentir a tornar-la malgrat els esforços de les monges.
El resultat va ser un fill: Filippino Lippi, que més tard seria també pintor, no menys famós que son pare. Així són els fets segons els va narrar Vasari menys d'un segle després d'haver succeït. Actualment, s'ha posat en dubte la veracitat dels fets, dient que potser Lippo no va tenir res a veure amb Lucrezia, i que fins i tot Lippino era un fill adoptat pel mestre o un mer deixeble. S'hi ha al·legat com a prova que dos reputats retrats de Lucrezia en pintures de Lippo no s'assemblen; l'un és una Mare de Déu d'excel·lent factura, actualment al palau Pitti; l'altre presenta Lucrezia també com a Mare de Déu en una Nativitat que es conserva al Louvre. Però, aquesta prova també és dubtosa, perquè l'autoria de la pintura del Louvre es troba discutida. Per altra banda, sembla més plausible que la Mare de Déu del Louvre no siga el retrat original de la narració de Vasari, sinó una Santa Margarida conservada a la Galeria de Prato.
Els frescos del cor de la catedral de Prato, que representen escenes de la vida de sant Joan Baptista i sant Esteve als dos murs principals enfrontats, es consideren les obres més importants i monumentals de Fra Filippo, en particular la figura de Salomé dansant, que presenta evidents afinitats amb obres posteriors de Sandro Botticelli, el seu deixeble, i de Filippino Lippi, el seu fill, així com l'escena del dol cerimonial sobre les despulles de sant Esteve. Hom creu que aquesta última conté un retrat del pintor, però hi ha diverses opinions respecte a quina de les figures hi correspondria. Al final del mur del cor, es troben sant Joan Gualbert i sant Albert, mentre que a la volta hi ha representacions dels quatre evangelistes.

## Spoleto
Lippi va passar el final de la seua vida a Spoleto, d'on havia rebut un encàrrec per pintar a l'absis de la catedral diverses escenes de la vida de la Mare de Déu. A la semicúpula de l'absis, s'hi troba la coronació de la Mare de Déu, amb àngels, sibil·les i profetes. També hi ha les escenes de l'anunciació, l'adoració de l'infant i el funeral de la Mare de Déu. Aquestes escenes, que no són completament comparables a les de Prato, van ser acabades per Fra Diamante després de la mort de Lippi. Un grup d'assistents al funeral inclou un altre autoretrat de Lippi amb el seu fill Fillipino i els seus ajudants: Fra Diamante i Pier Matteo d'Amelia.
Se sap que Lippi va morir a Spoleto, al voltant del 8 d'octubre de 1469, però hi ha controvèrsia sobre la causa de la seua mort. S'ha dit que el papa li hauria donat dispensa per casar-se amb Lucrezia, però abans de l'arribada de l'autorització Lippi hauria estat enverinat pels ofesos parents de Lucrezia o per una anterior amant seua, substituïda per Lucrezia en els inconstants sentiments de Lippi. Aquesta versió es considera avui dia una llegenda, perquè, de fet, una venjança sobre un home de seixanta-tres anys per una seducció comesa a l'edat de vint-i-dos anys sembla poc plausible. Va ser enterrat a Spoleto, a la banda esquerra del transsepte de la catedral, on se li va erigir un monument fúnebre per voluntat de Llorenç el Magnífic, ja que la família Mèdici sempre l'havia protegit, començant per Cosme el Vell . Francesco di Pesello (dit Pesellino) i Sandro Botticelli s'hi troben entre els seus deixebles més reputats.

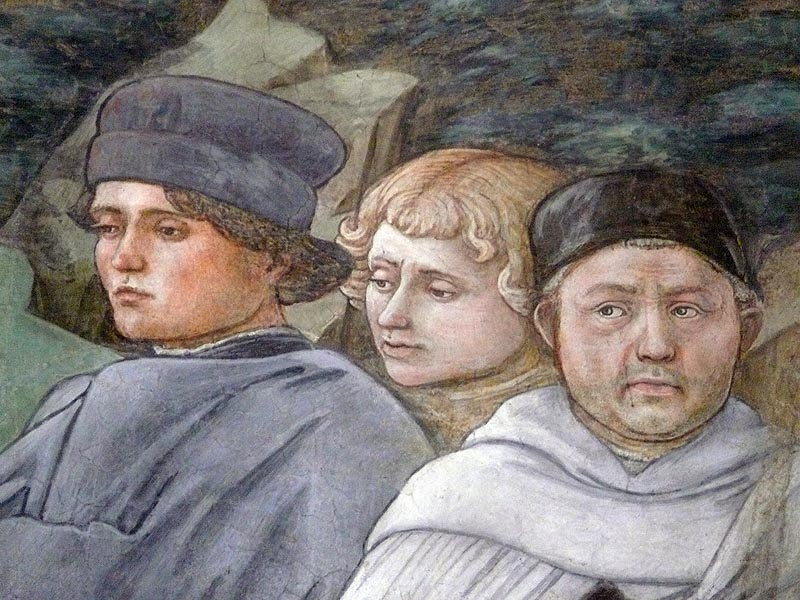
Autoretrat amb els seus deixebles

Per a Germiniano Inghirami, de Prato, va pintar la Mort de sant Bernat. El seu retaule més important en aquesta ciutat és la nativitat del refetor de Sant Domènec —l'infant adorat per la Mare de Déu i Josep, entre els sants Jordi i Domènec, en un paisatge rocallós, amb pastors i amb sis àngels al cel. Als Uffizi, hi ha una Mare de Déu adorant l'infant, que és subjectat per dos àngels. A la National Gallery de Londres, es conserva una Visió de sant Bernat; el quadre Mare de Déu i infant amb un àngel del mateix museu també s'ha atribuït a Lippi, tot i que l'atribució no és segura.

## Obres selectes
- Mare de Déu i infant entronitzada amb sants (c. 1430) -Taula, 43,7 x 34,3 cm, Museo Diocesano, Empoli
- Mare de Déu i infant entronitzada,o Madonna de Tarquinia, (1437) -Pintura al tremp sobre taula, 151 x 66 cm, Galleria Nazionale d'Arte Antica, Roma
- Mare de Déu i infant amb sants i àngels (1437) -Taula, 208 x 244 cm, Louvre, París
- L'anunciació amb dos donants agenollats (c. 1440) -Oil on Taula, 155 x 144 cm, Galleria Nazionale d'Arte Antica, Roma
- Mare de Déu i infant (c. 1452) -Taula, diàmetre 135 cm, Galeria Pitti, Florència
- Anunciació (c. 1443) -Fusta, 203 x 185.3 cm, Alte Pinakothek, Múnic
- Anunciació (1445-50) -Oli sobre taula, 117 x 173 cm, Galeria Doria-Pamphilj, Roma
- El banquet d'Herodes (1452-1466) -fresc, Catedral de Prato
- Sant Joan Baptista acomiadant-se de la seua família (1452-1466) -fresc, Catedral de Prato
- Madonna del Ceppo (1453) -Taula, 187 x 120 cm, Museu Cívic, Prato
- Mare de Déu i infant (c. 1455) -Taula, Uffizi, Florència
- Madonna del bosc (darreries dels anys 1450) -Taula, 127 x 116 cm, Staatliche Museen, Berlín
- Funeral de sant Jeroni (1460-65) -Taula, 268 x 165 cm, Catedral de Prato
- Storie della Vergine (escenes de la vida de la Mare de Déu, 1467 - 1469) -fresc, absis de la Catedral de Spoleto